# BeagleBoard
BeagleBoard é um computador de placa única desenvolvido pela Texas Instruments e classificada como hardware livre sob a licença Creative Commons SharedAlike. Sua primeira versão foi lançada em 28 de julho de 2008 pela parceria entre a Texas Instruments e a Digi-Key para demonstrar o uso do system-on-a-chip OMAP3530. Seu processador é o Cortex-A8 da Arquitetura ARM. Esse computador se destaca pela portabilidade e pelo baixo consumo de energia.

## BeagleBoard-xM
- Processador de 1GHz
- 512 MB de RAM
- Conexões S-Video, Ethernet, MicroSD/MMC, entrada e saída Estéreo, RS-232,
- Funciona com os sistemas: Android, Angstrom Linux, Fedora, Ubuntu, Gentoo, Arch Linux ARM, Maemo Linux, Windows CE e RISC OS.

## BeagleBone Black (BBB)

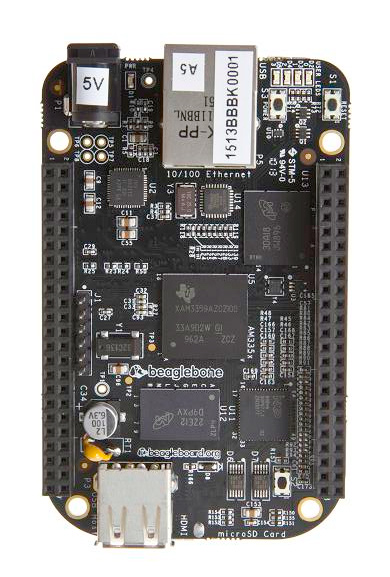
Beaglebone Black

Foi lançado em 23 abril de 2013 a um preço de US $ 45. Algumas mudanças foram incorporadas como o aumento da memoria RAM para 512 MB, o clock do processador de 1 GHz, foi acrescentado uma saída de vídeo HDMI e 2GB de eMMC de memória flash. O BeagleBone Black também vem com kernel do Linux 3.8, atualizado a partir do kernel do Linux da BeagleBone 3,2 originais, permitindo que ele aproveite o Direct Rendering Manager (DRM).
BBB Rev C (lançado em 2014) aumentou o tamanho da memória flash para 4GB. Isto permitiu que ele pudesse sair de fábrica com o Debian GNU / Linux instalado.

## BeagleBone Green
Lançado em 19 de junho de 2015 é o resultado da pareceria entre a beagleboard.org e a Seeed Studio. É um clone da BeagleBone Black. Foi aproveitado todos os componentes do BBB deixando ele mais resistente e estável para ser um produto industrial.
Alguns novos recursos foram:
- adição uma bateria para alimentação do RTC;
- adição de conectores Groove, para garantir compatibilidade com dispositivos da SeedStudio;
- os conectores Jack e HDMI foram removidos;
- a alimentação mini USB foi trocada por uma micro USB.

## BeagleBoard X15
O BeagleBoard X15 ] está previsto para novembro de 2015. Ele é baseado no processador Sitara AM5728 TI com dois núcleos ARM Cortex-A15 rodando a 1.5 GHz, dois núcleos ARM Cortex-M4 rodando a 212 MHz e dois TI DSP C66x núcleos rodando a 700 MHz. O processador usado fornece suporte USB 3.0 e tem uma GPU SGX544 power VR Dual Core rodando a 532 MHz.